# Murakoso Kōhei

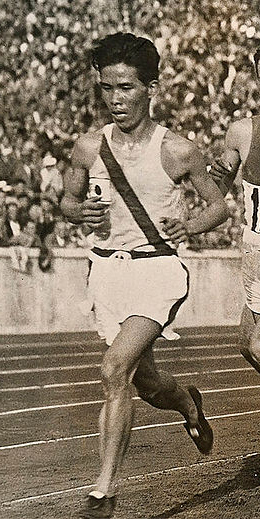
Murakoso Kōhei bei den Olympischen Spielen 1936

Murakoso Kōhei (jap. 村社 講平; * 29. August 1905 in Miyazaki; † 8. Juli 1998 in Akashi) war ein japanischer Langstreckenläufer.
Bei den Olympischen Spielen 1936 in Berlin wurde er jeweils Vierter über 5000 und 10.000 Meter. Bei den Olympischen Spielen 1956 in Melbourne war er Trainer der japanischen Langstreckenläufer. 1971 erhielt er die Ehrenmedaille am Violetten Band.

## Persönliche Bestzeiten
- 5000 m: 14:30,0 min, 7. August 1936, Berlin
- 10.000 m: 30:25,0 min, 2. August 1936, Berlin